# Mpiemo
Mpiemo (auch Bimu, Mbimou, Mbimu, Mbyemo, Mpo und Mpyemo) ist eine Bantusprache und wird von circa 29.000 Menschen in der Zentralafrikanischen Republik, Kamerun und der Republik Kongo gesprochen. 
Sie ist in der Zentralafrikanischen Republik in der Wirtschaftspräfektur Sangha-Mbaéré mit circa 24.000 Sprechern (Zensus 1996), in Kamerun im Département Boumba-et-Ngoko in der Region Est mit circa 5000 Sprechern (Zensus 1991) und der Republik Kongo vereinzelt in der Region Sangha verbreitet.
Mpiemo wird in der lateinischen Schrift geschrieben.

## Klassifikation
Mpiemo ist eine Nordwest-Bantusprache und gehört zur Makaa-Njem-Gruppe, die als Guthrie-Zone A80 klassifiziert wird. 
Sie hat die Dialekte Jasoa (auch Jasua), Bidjuki (auch Bidjouki) und Mpyemo. Die meisten Sprecher benutzen den Dialekt Jasoa.